# Et pourtant elle tourne...
Pour les articles homonymes, voir Et pourtant elle tourne.
Pour plus de détails, voir Fiche technique et Distribution.
Et pourtant elle tourne... est un film français réalisé par François Raoul-Duval et sorti en 1981.

## Fiche technique
- Titre : Et pourtant elle tourne...
- Autre titre : Le Journal de Jeanne
- Réalisation : François Raoul-Duval
- Scénario : Philippe Médoux et François Raoul-Duval
- Photographie : Guy Chabanis et Jean Gonnet
- Son : Gérard Teillay
- Montage : Régine Baur et Catherine Dehaut
- Musique : Christian Graf
- Production : Les Films du Canivet
- Pays :  France
- Durée : 91 minutes
- Date de sortie : France - 8 juillet 1981

## Distribution
- Nicolas Pignon : Philippe
- Eva Roelens : Jeanne
- Béatrice Costantini : Mme Alcina
- Andrée Tainsy : la grand-mère de Jeanne
- Véronique Silver : la mère de Jeanne
- Victor Garrivier : M. Alcina
- Marie-Ange Dutheil : Mlle Hortense
- Michel Caron : le père de Jeanne
- Bram Van Velde : le peintre
- Jean Darlangues : le ministre
- Jean-Paul Bouguillard : le professeur
- Christine Hermann : l'infirmière
- Petra de Montigny : la nouvelle locataire
- Georges Olivier
- Christian Pellissier

## Distinctions
- Sélection au Festival international du jeune cinéma de Hyères 1980[1]